# Carlos Pomares
Carlos Pomares Rayo (Valencia, 5 de diciembre de 1992) es un futbolista español que juega como defensa en el Real Zaragoza de la Segunda División de España.

## Trayectoria
Desde muy pequeño, Carlos era aficionado al fútbol. Comenzó en el Alboraya, jugando a jornada intensiva. Poco a poco llegaban más ojeadores para un nuevo fichaje. Salió del Alboraya rumbo al fútbol inglés para criarse futbolísticamente en el Sheffield United. Allí permaneció tres temporadas hasta que decidió volver a España, concretamente a su tierra, para militar dos campañas en el Huracán. En la temporada 2012-13, Pomares jugó la fase de ascenso a Segunda División. Tras esa experiencia, el jugador valenciano cambió de aires y firmó por el Levante B, disputando 41 partidos. En verano de 2015 su carrera futbolística giró completamente para recalar en el Barakaldo, equipo en el que fue titular indiscutible, llegando a jugar la fase de ascenso a 2ª División pero sin conseguirlo tras se eliminados por el Lleida Esportiu. Este hecho despertó el interés de diferentes equipos de la Segunda División, aunque finalmente el futbolista recaló en las filas del Lorca F. C, equipo en el cual continuaría siendo titular indiscutible para lograr el tan ansiado ascenso a la Segunda División.
El 7 de agosto de 2018, la Extremadura U. D. anunció su fichaje por dos temporadas, aunque rescindiría su contrato al finalizar la primera campaña para firmar por la A. D. Alcorcón durante la temporada 2019-20.
El 16 de agosto de 2020 se comprometió con el Club Deportivo Tenerife por dos temporadas. Abandonó el club al expirar su contrato y habiendo estado cerca de ascender a Primera División en su segundo año.
El 7 de julio de 2022 firmó por dos temporadas por el Real Oviedo. Pasado este tiempo renovó por dos años más, pero en julio de 2025 su contrato fue rescindido tras ayudar al equipo a regresar a la Primera División.
Tras quedar libre, el 31 de julio de 2025 fichó por el Real Zaragoza para una temporada.

## Estadísticas

### Clubes
Actualizado a 7 de junio de 2025.
| Club                            | Div.          | Temporada     | Liga  | Liga  | Copas nacionales | Copas nacionales | Total | Total |
| Club                            | Div.          | Temporada     | Part. | Goles | Part.            | Goles            | Part. | Goles |
| ------------------------------- | ------------- | ------------- | ----- | ----- | ---------------- | ---------------- | ----- | ----- |
| Huracán Valencia C. F. · España | 2.ª B         | 2012-13       | 18    | 1     | —                | —                | 18    | 1     |
| Huracán Valencia C. F. · España | 2.ª B         | 2013-14       | 19    | 0     | —                | —                | 19    | 0     |
| Huracán Valencia C. F. · España | Total club    | Total club    | 37    | 0     | —                | —                | 37    | 1     |
| Atlético Levante U. D. · España | 3.ª           | 2014-15       | 41    | 4     | —                | —                | 41    | 4     |
| Atlético Levante U. D. · España | Total club    | Total club    | 41    | 4     | —                | —                | 41    | 4     |
| Barakaldo C. F. · España        | 2.ª B         | 2015-16       | 36    | 1     | 4                | 0                | 40    | 1     |
| Barakaldo C. F. · España        | Total club    | Total club    | 36    | 1     | 4                | 0                | 40    | 1     |
| Lorca F. C. · España            | 2.ª B         | 2016-17       | 38    | 1     | —                | —                | 38    | 1     |
| Lorca F. C. · España            | 2.ª           | 2017-18       | 40    | 1     | 0                | 0                | 40    | 1     |
| Lorca F. C. · España            | Total club    | Total club    | 78    | 2     | 0                | 0                | 78    | 2     |
| Extremadura U. D. · España      | 2.ª           | 2018-19       | 30    | 1     | 0                | 0                | 30    | 1     |
| Extremadura U. D. · España      | Total club    | Total club    | 30    | 1     | 0                | 0                | 30    | 1     |
| A. D. Alcorcón · España         | 2.ª           | 2019-20       | 26    | 2     | 1                | 0                | 27    | 2     |
| A. D. Alcorcón · España         | Total club    | Total club    | 26    | 2     | 1                | 0                | 27    | 2     |
| C. D. Tenerife · España         | 2.ª           | 2020-21       | 26    | 3     | 3                | 0                | 29    | 3     |
| C. D. Tenerife · España         | 2.ª           | 2021-22       | 31    | 0     | 2                | 0                | 33    | 0     |
| C. D. Tenerife · España         | Total club    | Total club    | 57    | 3     | 5                | 0                | 62    | 3     |
| Real Oviedo · España            | 2.ª           | 2022-23       | 15    | 0     | 0                | 0                | 15    | 0     |
| Real Oviedo · España            | 2.ª           | 2023-24       | 19    | 0     | 2                | 0                | 21    | 0     |
| Real Oviedo · España            | 2.ª           | 2024-25       | 27    | 0     | 0                | 0                | 27    | 0     |
| Real Oviedo · España            | Total club    | Total club    | 61    | 0     | 2                | 0                | 63    | 0     |
| Real Zaragoza · España          | 2.ª           | 2025-26       | 0     | 0     | 0                | 0                | 0     | 0     |
| Real Zaragoza · España          | Total club    | Total club    | 0     | 0     | 0                | 0                | 0     | 0     |
| Total carrera                   | Total carrera | Total carrera | 343   | 13    | 12               | 0                | 355   | 13    |

(Incluye partidos de 1.ª, 2.ª, 2.ªB, Copa del Rey y promociones de ascenso)